# Оптико-механическая аналогия
Оптико-механическая аналогия — аналогия между описаниями движения материальных частиц в стационарном потенциальном поле в классической механике и распространения движения световых лучей в изотропной оптически неоднородной среде. Была установлена Гамильтоном в 1834 г. В 1926 г. была использована при создании квантовой механики де Бройлем и Шредингером для описания наличия у материальных объектов одновременно корпускулярных и волновых свойств.  

## Формулировка
Рассмотрим свободную частицу, движущуюся в стационарном потенциальном поле {\displaystyle U(r)}. Её функцию действия можно представить в виде {\displaystyle S({\vec {r}},t)=-Et+S_{0}({\vec {r}})}, где "укороченное" действие {\displaystyle S_{0}({\vec {r}})} удовлетворяет уравнению Гамильтона-Якоби {\displaystyle (\nabla S_{0})^{2}=2m\left[E-U({\vec {r}})\right]}.
Это уравнение совпадает по форме с известным в геометрической оптике уравнением эйконала: {\displaystyle (\nabla L)^{2}=n^{2}({\vec {r}})}, где {\displaystyle L} - так называемый эйконал, {\displaystyle n({\vec {r}})} - показатель преломления оптически неоднородной среды, в которой распространяется электромагнитная волна. 
Траектория классической частицы совпадает с кривой, описываемой при перемещении поверхности равного действия, одной из её точек. Аналогично этому, световой луч представляет собой кривую, которую описывает при своем перемещении в пространстве какая-нибудь точка поверхности постоянной фазы электромагнитной волны.
Рассмотрим геометрическое место точек пространства, в которых действие классической частицы имеет некоторое постоянное значение {\displaystyle S(r,t)=-Et+S_{0}(r)=const}. Дифференцируя это равенство по времени, получаем: {\displaystyle -E+\nabla S_{0}{\frac {dr}{dl}}{\frac {dl}{dt}}=0} откуда, учитывая что {\displaystyle {\frac {dr}{dl}}={\frac {\nabla S_{0}}{\left|\nabla S_{0}\right|}}} и {\displaystyle \nabla S_{0}=p}, следует {\displaystyle u={\frac {E}{\left|\nabla S_{0}\right|}}={\frac {E}{p}}={\frac {E}{mv}}}.
Аналогично этому, в оптике поверхности равной фазы описываются уравнением {\displaystyle k_{0}L({\vec {r}})-\omega t=const}. Дифференцируя его по времени, получаем скорость распространения фронта электромагнитной волны: {\displaystyle {\frac {dl}{dt}}={\frac {\omega }{k_{0}\left|\nabla L\right|}}={\frac {\omega }{k}}}.
Сопоставляя формулы, описывающие распространение классических частиц и распространение световых лучей, нетрудно установить аналогию между ними:
| Величина               | Классическая механика                          | Оптика                                      |
| Действие               | {\displaystyle S({\vec {r}},t)}                | {\displaystyle k_{0}L({\vec {r}})-\omega t} |
| "Укороченное" действие | {\displaystyle S_{0}({\vec {r}})}              | {\displaystyle k_{0}L({\vec {r}})}          |
| Энергия                | {\displaystyle E}                              | {\displaystyle \omega }                     |
| Импульс                | {\displaystyle {\vec {p}}}                     | {\displaystyle {\vec {k}}}                  |
| -                      | {\displaystyle 2m\left[E-U({\vec {r}})\right]} | {\displaystyle n^{2}({\vec {r}})}           |

Для того, чтобы соответствие между величинами классической механики и оптики было полным, необходимо величины оптики умножить на коэффициент с размерностью действия. В квантовой механике постулируется, что такой величиной является постоянная Планка.